# Carbou
Der Carbou (portugiesisch Rio Carbou; tetum Mota Carbou) ist ein linker Nebenfluss des Aicocai im osttimoresischen Verwaltungsamt Turiscai (Gemeinde Manufahi).

## Verlauf
Der Carbou entspringt etwa mittig zwischen den Dörfern Cotomata (Suco Manelobas, Verwaltungsamt Maubisse, Gemeinde Ainaro) und Toilero (Suco Manumera, Verwaltungsamt Turiscai) in Manumera, auf etwa 1200 m Höhe.
Zunächst in südsüdwestliche Richtung fließend, wendet der stark mäandrierende Fluss schon nach einigen hundert Metern Lauf in Richtung Südsüdost. Nun bildet der Fluss die Grenze der Sucos Manumera und Aitemua. Im Grenzdreieck der Sucos Beremana, Manumera und Aitemua mündet ein Nebenfluss, dessen Unterlauf die Grenze zwischen Beremana und Manumera bildet, linksseitig in den Carbou. Dieser bildet nun im Unterlauf die Grenze zwischen Aitemua und Beremana.
Nach etwa vier Kilometer mündet der Fluss westlich von Fahilebo (Suco Beremana) auf etwa 920 m Höhe linksseitig in den Aicocai.